# Boeing C-137 Stratoliner
Pour les articles homonymes, voir Stratoliner.
Le Boeing C-137 Stratoliner est un avion de transport VIP dérivé de l'avion de ligne 707 utilisé par l'United States Air Force. D'autres pays ont également acheté des 707 neufs ou d'occasion pour une utilisation militaire, principalement comme transport VIP ou comme citerne volante. De plus, le 707 sert de base pour plusieurs versions spécialisées, comme l'avion AWACS E-3 Sentry. La désignation C-18 englobe plusieurs des dernières versions des séries 707-320B/C.

## Développement
L'acquisition des Boeing 707 par l'USAF est très limitée avec trois 707-153 désignés VC-137A. Quand ils sont livrés en 1959 ils sont équipés de quatre turboréacteurs Pratt & Whitney J57 (JT3C6) de 13 500 lb (6 123 kg) de poussée à sec ; quand ils sont remotorisés avec des TF33-P-5 (JT3D) à double flux de 18 000 lbf (80,1 kN) de poussée ils sont redésignés C-137B. Seule une autre version est utilisée par l'USAF : c'est le VC-137 de transport présidentiel Air Force One, les deux exemplaires sont des 707-353B Intercontinental avec un mobilier intérieur spécialisé et un équipement de communications avancé. Deux C-137C non présidentiels supplémentaires viennent s'ajouter par la suite.
Pour s'ajouter à ses VC-137, l'USAF convertit plusieurs cellules C-135 au standard VC-135 VIP, et ils sont utilisés pour le transport de personnel principalement à l'intérieur des États-Unis.

## Versions

### C-137Stratoliner

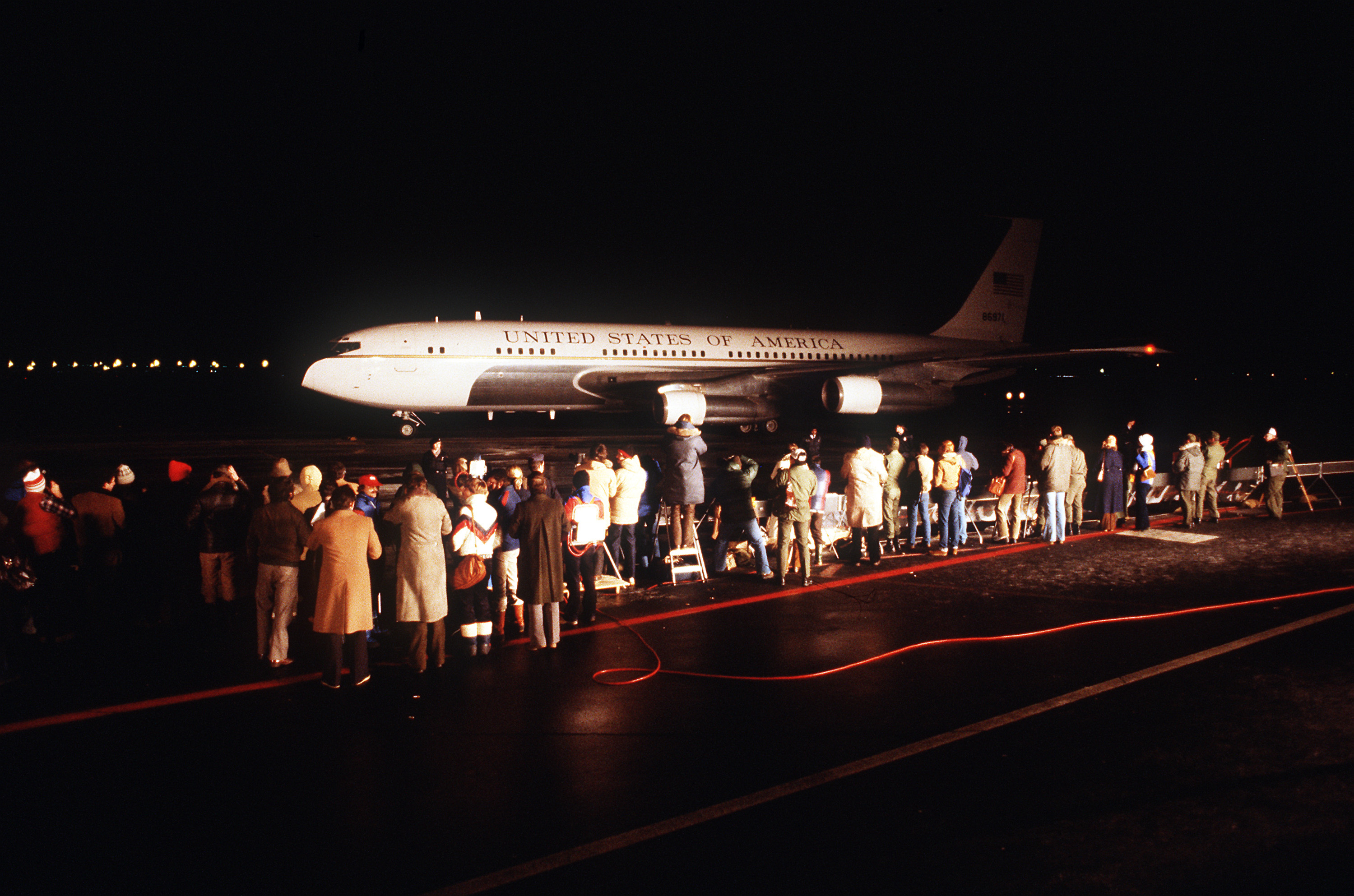
Des spectateurs regardent un des deux C-137B remmenant des otages libérés après leur départ de l'Iran en 1981.

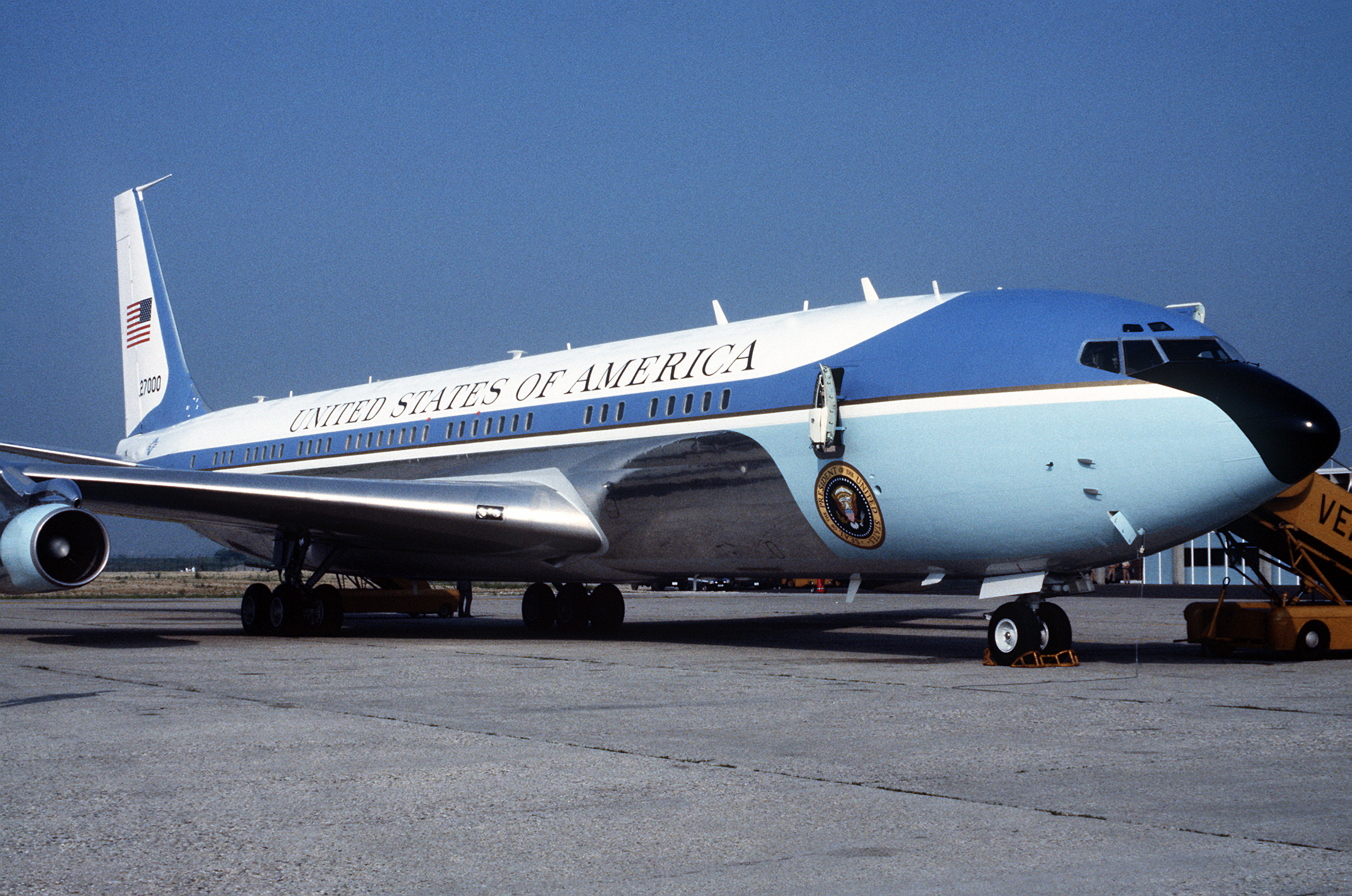
Le VC-137C SAM 27000 (Air Force One) parqué sur la tarmac à l'aéroport de Venise - Marco Polo en Italie en 1987.

L'USAF achète un certain nombre de 707 sous les séries de désignation C-137 :
VC-137Atrois 707-153 avec un intérieur VIP pour 22 passagers et disposition pour un usage comme poste de commandement aéroporté, renommée VC-137B.
VC-137Bles trois VC-137A remotorisés avec quatre Pratt & Whitney JT3D-3, utilisés par le 89th Military Airlift Wing, redésignés C-137B.
C-137Bles trois VC-137B renommés quand ils ont perdu leur rôle VIP.
VC-137Cdeux 707-353B sont achetés par l'USAF (un en 1961 et un en 1972) pour servir d'avion présidentiel sous l'indicatif d'appel SAM 26000 et SAM 27000 ; désignés ultérieurement C-137C.
C-137Cles deux VC-137C sont renommés quand ils sont déclassés de l'usage présidentiel. Deux C-137C supplémentaires sont acquis par l'USAF, un 707-396C (un appareil saisi initialement utilisé pour de la contrebande d'armes acquis en 1985) et un 707-382B acheté d'occasion en 1987.
EC-137Ddeux appareils construits comme prototypes de système d'alerte et de contrôle. Ultérieurement remotorisés et renommés E-3A. Un 707-355C supplémentaire acheté d'occasion est acquis et configuré comme poste de commandement aéroporté d'opérations spéciales.

### C-18

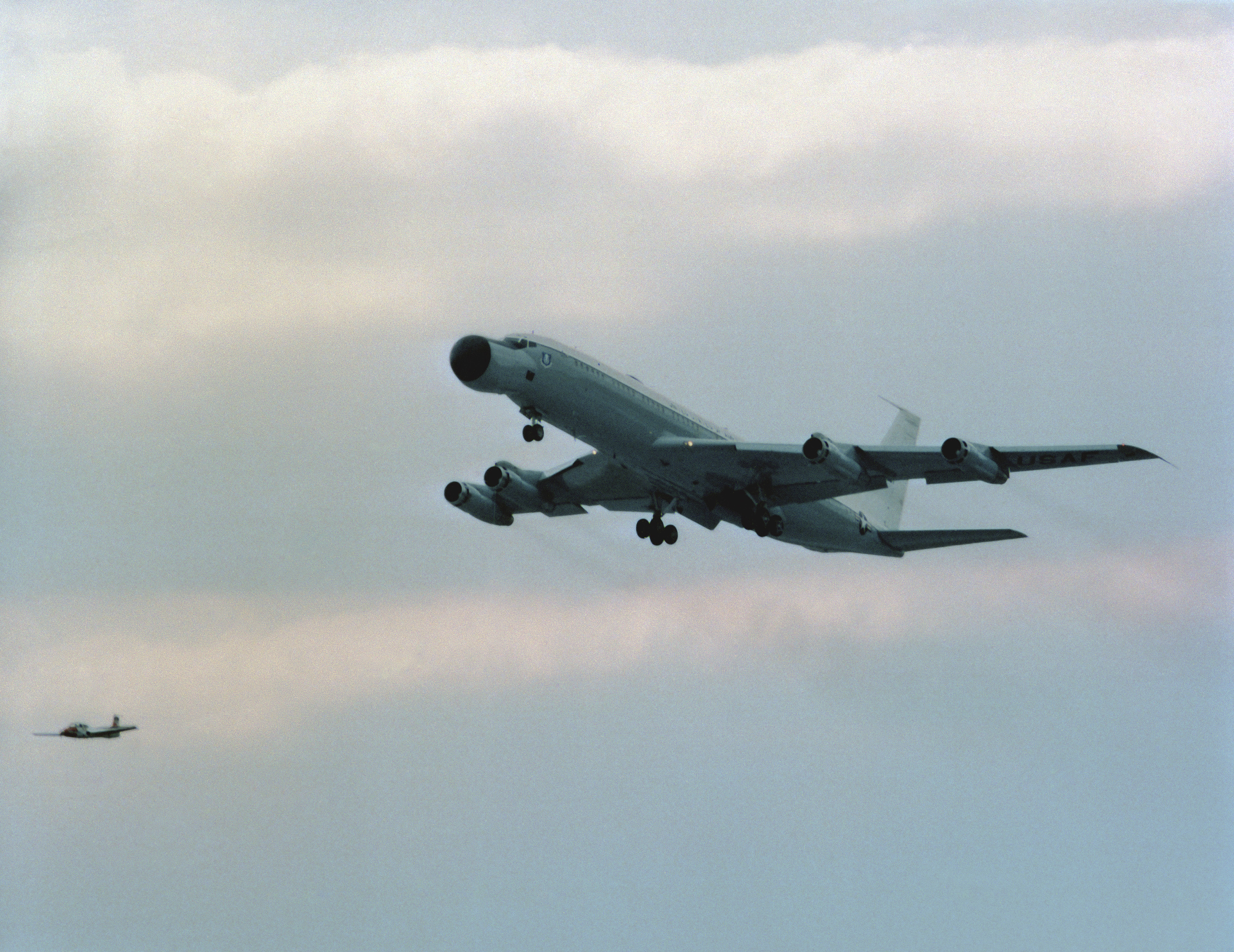
Un EC-18B Advanced Range Instrumentation Aircraft (ARIA) décolle pour son premier vol à la Wright-Patterson ARB dans l'Ohio, après sa conversion depuis un Boeing 707-320.

Le C-18 est la désignation militaire américaine des 707-320 convertis.
C-18Ahuit 707-232C d'occasion (anciens d'American Airlines) sont utilisés comme appareils d'entraînement pour l'équipage des EC-18B, quatre sont par la suite convertis en EC-18B, deux convertis en EC-18D, un en C-18B ; un n'est pas mis en service et sert de source de pièces détachées.
C-18Bun C-18A modifié avec l'instrumentation et l'équipement pour soutenir le Military Strategic and Tactical Relay System (MILSTAR).
EC-18Bquatre C-18A modifiés avec des exemplaires du C-135 pour des missions d'Advanced Range Instrumentation Aircraft (ARIA) en soutien du programme spatial Apollo.
EC-18Cdésignation initiale pour deux prototypes d'appareils J-STAR, nommés par la suite E-8A.
EC-18Ddeux C-18A modifiés comme Cruise Missile Mission Control Aircraft (CMMCA).
TC-18Edeux 707-331 d'occasion (anciens de Trans World Airlines) modifiés pour l'entraînement des pilotes et de l'équipage du E-3.
TC-18Fdeux 707-382 d'occasion (anciens de TAP Portugal) modifiés pour l'entraînement des pilotes des E-6 Mercury de l'US Navy.

### Autres versions américaines
E-3 Sentryavion servant de système de détection et de commandement aéroporté (AWACS) qui fournit une surveillance, un commandement, un contrôle et des communications tout-temps, utilisé par les États-Unis, l'OTAN et d'autres forces aériennes. Basé sur le 707-320B, la production se termine en 1992 après que 68 appareils ont été construits.
E-6 Mercuryune version du 707-320 sert de poste de commandement aéroporté et de centre de communications, relayant les instructions du National Command Authority. Son rôle de relais pour les sous-marins nucléaires lanceurs d'engins lui donne le suffixe de TACAMO (« Take Charge and Move Out »). Seule une version du E-6 existe actuellement, le E-6B. Le E-6B est une version améliorée du E-6A qui dispose d'une zone majeure de combat pour le USSTRATCOM Airborne Command Post.
E-8 Joint STARSle E-8C Joint Surveillance Target Attack Radar System (Joint STARS) est une plate-forme de gestion au combat, de commandement et de contrôle (C2) aéroportée qui effectue de la surveillance au sol pour comprendre la situation de l'ennemi et soutenir les opérations d'attaque et le ciblage qui contribue au retard, à la perturbation et à la destruction des forces ennemies.
CT-49Aavion d'entraînement et de transport (TCA) de l'OTAN utilisé pour aider les E-3A AWACS de formation et de transport aérien (NAEW&CF), basé sur le 707-320B.

### Versions d'autres armées

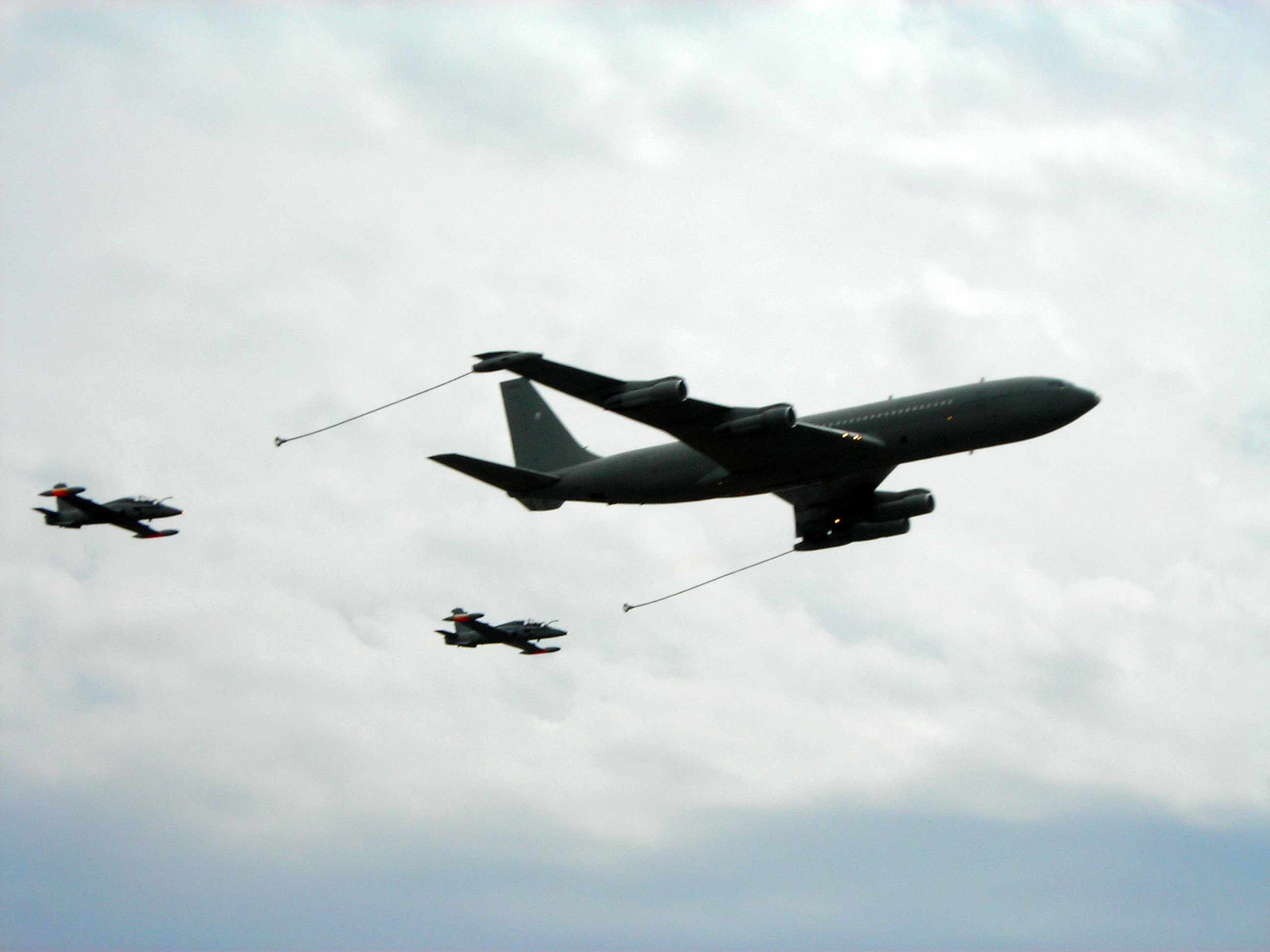
Un Boeing 707T/T de l'armée de l'air italienne ravitaille deux MB-339 au cours d'une démonstration.

CC-137 Huskydésignation des Forces canadiennes pour le 707-347C. Cinq sont achetés en 1970.
KC-137force aérienne brésilienne,.
707l'IRIAF utilise des 707 comme ravitailleurs et des avions de transport.
707T/Tle 707 transport/ravitailleur. L'Italie achète et convertit quatre 707, deux en ravitailleurs et deux en avions-cargos. Aucun ravitailleur 707 ne reste en service opérationnel au 3 avril 2008. Également, Omega Aerial Refueling Services loue des ravitailleurs K707.
KE-3Ala force aérienne royale saoudienne achète huit cellules de E-3 configurées comme ravitailleurs en vol.
Condorsystème d'alerte, de commandement et de contrôle aéroporté (AEWC&C) développé en conjonction avec Israel Aircraft Industries (IAI) utilisant un ancien appareil de LAN Chile.

## Utilisateurs
Brésil
- Force aérienne brésilienne

 États-Unis
- United States Air Force

 Iran
- Force aérienne de la République islamique d'Iran

## Appareils exposés

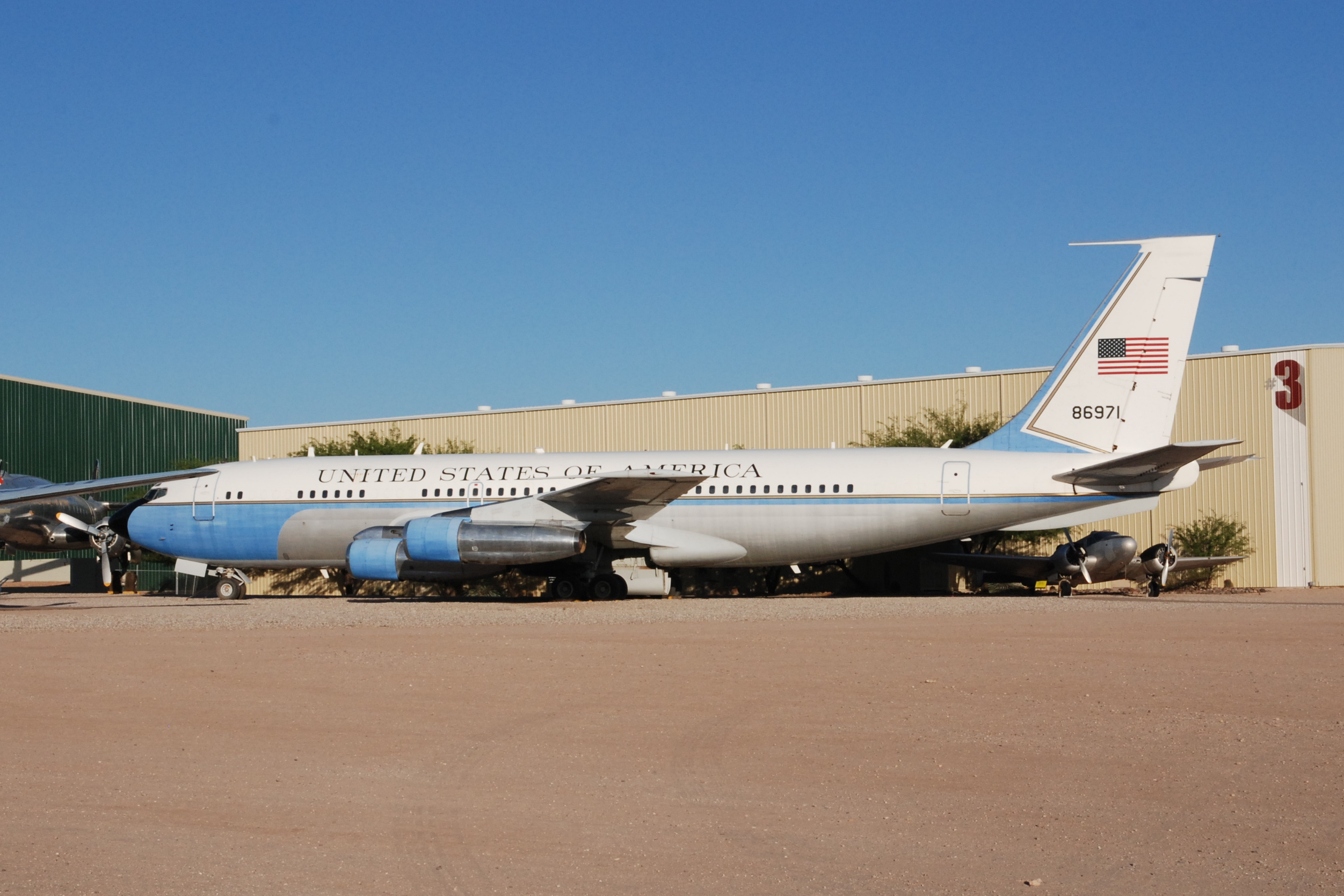
Le 58-6971 exposé au Pima Air and Space Museum.

Les appareils suivants sont exposés au public :
- 58-6970, Model 707-120  VC-137B SAM 970 de l'USAF, exposé au Museum of Flight à Seattle (Washington)[8].

- 58-6971, Model 707-153 VC-137B de l'USAF, exposé au Pima Air and Space Museum à Tucson (Arizona). Cet appareil est connu comme « Freedom One » après avoir servi à ramener les otages américains de Téhéran (Iran) en 1981[9].

- 62-6000, Model 707-320B (VC-137C SAM 26000) Air Force One, exposé au National Museum of the United States Air Force près de Dayton (Ohio) dans l'Ohio.

- 72-7000, Model 707-353B (VC-137C SAM 27000) Air Force One, exposé à la Ronald Reagan Presidential Library à Simi Valley en Californie.